# Poção de Pedras
Poção de Pedras est une municipalité brésilienne située dans l'État du Maranhão.